# Винјард (Калифорнија)
Винјард (енгл. Vineyard) насељено је место без административног статуса у америчкој савезној држави Калифорнија.

## Демографија
По попису из 2010. године број становника је 24.836, што је 14.727 (145,7%) становника више него 2000. године.
| Група             | 2000.         | 2010.         |
| Белци             | 6.105 (60,4%) | 9.277 (37,4%) |
| Афроамериканци    | 671 (6,6%)    | 2.426 (9,8%)  |
| Азијати           | 1.617 (16,0%) | 7.293 (29,4%) |
| Хиспаноамериканци | 1.243 (12,3%) | 4.414 (17,8%) |
| Укупно            | 10.109        | 24.836        |